# Anolis apollinaris
Anolis apollinaris (аноліс Буленджера) — вид ігуаноподібних ящірок родини анолісових (Dactyloidae). Мешкає в Колумбії і Венесуелі.

## Поширення і екологія
Аноліси Буленджера мешкають в Колумбійських Андах та в горах Сьєрра-де-Періха на кордоні Колумбії і Венесуели. Вони живуть у вологих тропічних лісах, на кавових плантаціях і в садах. Зустрічаються на висоті від 800 до 1800 м над рівнем моря.